# Las Merindades
Las Merindades ist der Name eines historisch bedeutsamen Gebietes im Norden der Autonomen Region Kastilien-León in Spanien, welches ein eigenes Verwaltungsgebiet (comarca) mit 26 Gemeinden (municipios) sowie unzähligen Dörfern und Einzelgehöften mit 21.608 Einwohnern bildet; die Gesamtfläche der Comarca beträgt 2.554,93 km².

Blick von der Burg über den Ort Frías und seine Umgebung

## Geographie

### Lage und Flüsse
Die meisten Orte der Comarca Las Merindades liegen in Höhen von ca. 500 bis 1000 Metern ü. d. M.; die Orte im Valle de Mena liegen allesamt nur etwa 300 m hoch. Die umliegenden Berge erreichen manchmal Gipfelhöhen von knapp 1500 m; die markantesten Berggipfel der Region sind der Castro Valnera (1718 m) im Norden und der Pico Humión (1435 m) im Südosten. Wichtigste Flüsse sind der Ebro und seine Nebenflüsse (Nela und Jerea); nach Nordosten entwässert der Río Cadagua.

## Gemeinden
| Gemeinde                                    | Einwohner (2024) | Fläche km² | Dichte Einw./km² | Cod INE | Postleitzahl        |
| ------------------------------------------- | ---------------- | ---------- | ---------------- | ------- | ------------------- |
| Alfoz de Bricia                             | 68               | 52,14      | 1                | 09011   | 09572               |
| Alfoz de Santa Gadea                        | 101              | 34,39      | 3                | 09012   | 09571               |
| Los Altos                                   | 186              | 139,85     | 1                | 09014   | 09559               |
| Arija                                       | 115              | 6,96       | 17               | 09025   | 09570               |
| Berberana                                   | 48               | 33,72      | 1                | 09050   | 09511               |
| Cillaperlata                                | 30               | 16,82      | 2                | 09102   | 09213               |
| Espinosa de los Monteros                    | 1.648            | 137,51     | 12               | 09124   | 09560               |
| Frías                                       | 270              | 29,37      | 9                | 09134   | 09211               |
| Junta de Traslaloma                         | 122              | 75,81      | 2                | 09189   | 09514               |
| Junta de Villalba de Losa                   | 78               | 45,89      | 2                | 09190   | 09511               |
| Jurisdicción de San Zadornil                | 66               | 30,99      | 2                | 09192   | 01427               |
| Medina de Pomar                             | 5.997            | 214,20     | 28               | 09209   | 09500, 09513, 09515 |
| Merindad de Cuesta-Urria                    | 270              | 121,97     | 2                | 09213   | 09515               |
| Merindad de Montija                         | 736              | 100,07     | 7                | 09214   | 09569               |
| Merindad de Sotoscueva                      | 412              | 153,35     | 3                | 09215   | 09568               |
| Merindad de Valdeporres                     | 421              | 120,17     | 4                | 09216   | 09574               |
| Merindad de Valdivielso                     | 401              | 129,09     | 3                | 09217   | 09559               |
| Partido de la Sierra en Tobalina            | 81               | 29,92      | 3                | 09255   | 09211               |
| Trespaderne                                 | 713              | 36,81      | 19               | 09394   | 09540               |
| Valle de Losa                               | 496              | 227,66     | 2                | 09908   | 09510               |
| Valle de Manzanedo                          | 115              | 70,44      | 2                | 09409   | 09558               |
| Valle de Mena                               | 4.140            | 263,17     | 16               | 09410   | 09580, 09585, 09589 |
| Valle de Tobalina                           | 863              | 157,49     | 5                | 09412   | 09210               |
| Valle de Valdebezana                        | 482              | 156,60     | 3                | 09413   | 09572               |
| Valle de Zamanzas                           | 45               | 19,27      | 2                | 09416   | 09146               |
| Villarcayo de Merindad de Castilla la Vieja | 4.047            | 151,27     | 27               | 09903   | 09550               |
| Comarca Las Merindades                      | 21.951           | 2.554,93   | 9                | –       | –                   |

### Klima
Das Klima ist vergleichsweise regenreich; in den Wintermonaten fällt auch Schnee, der auf den Bergen oft bis ins Frühjahr liegenbleibt, in den Tallagen jedoch tagsüber meist abtaut. Die Temperaturen sind denen in Mitteleuropa vergleichbar.

## Wirtschaft
Die Wirtschaft der Comarca Las Merindades ist seit jeher ausgesprochen landwirtschaftlich geprägt, wobei die Viehzucht ebenfalls eine wichtige Rolle spielte. In den wenigen Städten und größeren Orten siedelten sich Handwerker und Kleingewerbetreibende an. Seit der Mitte des 20. Jahrhunderts nimmt die Bedeutung des Tourismus als Wirtschaftszweig zu: Es gibt zahlreiche Wanderwege mit landschaftlichen und kulturellen Sehenswürdigkeiten; viele Orte bieten private Übernachtungsmöglichkeiten.

## Geschichte

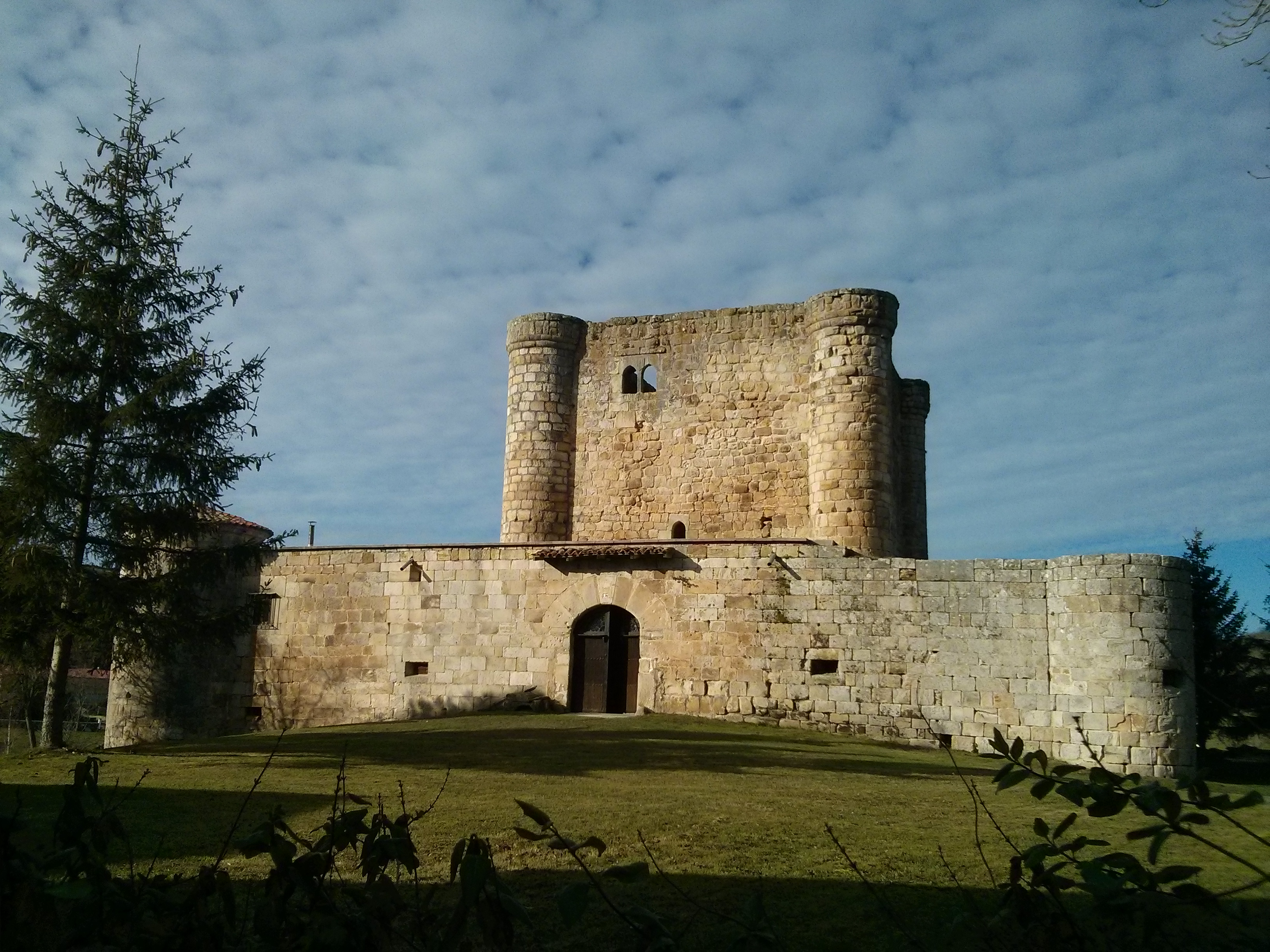
Castillo de Porras beim Ort Virtus (14. Jh.)

Einige wenige prähistorische und römische Spuren wurden im Gebiet der Comarca entdeckt. Bereits im 8. Jahrhundert wurde die Region von den Mauren zurückerobert (reconquista), die in den Jahren 882 und 883 bei Cellorigo ihre letzten Vorstöße unternahmen. In der im Jahr 800 verfassten Gründungsurkunde des nicht mehr existierenden Monasterio de Taranco im Valle de Mena fällt erstmals der Name Castilla als Gebietsbezeichnung. Im 10. Jahrhundert reorganisierte der kastilische Graf Fernán González das Gebiet; dabei schuf er auch eine Verwaltungseinheit mit Namen Las Merindades. In den folgenden Jahrhunderten bis zum Jahr 1512 war die Region zwischen den Königreichen Kastilien und Navarra umstritten; zahlreiche Burgen wurden vor allem von den Mitgliedern der Familie Velasco erbaut. Im Jahr 1560 wurde auf königlichen Befehl Philipps II. Villarcayo als Hauptstadt der Merindades bestimmt. Bei Espinosa de los Monteros fand am 10 und. 11. November 1808 im Rahmen der spanischen Unabhängigkeitskriege eine Schlacht gegen die Truppen Napoleons statt.

## Sehenswürdigkeiten

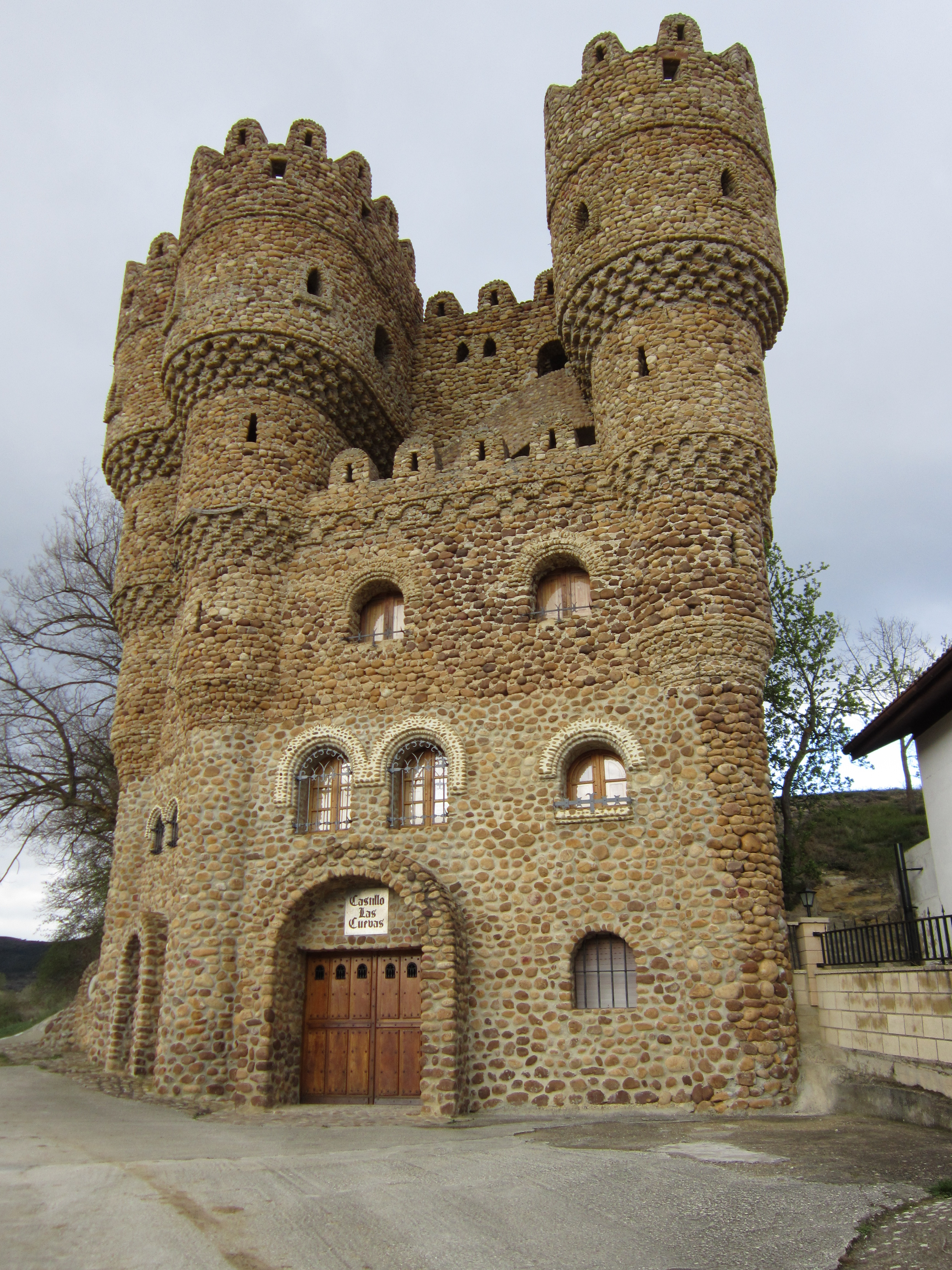
Castillo de las Cuevas in Trespaderne (20. Jh.)

- Die beiden ehemaligen Klosterkirchen Santa María (Siones) und San Lorenzo (Vallejo de Mena) im Valle de Mena gehören zu den Schmuckstücken der Romanik im Norden Spaniens.
- Das Monasterio de Rioseco ist eine ehemalige Zisterzienserabtei in der Gemeinde Valle de Manzanedo. Die erhaltenen Bauteile der Klosterkirche stammen aus dem 13. Jahrhundert; der ebenfalls ruinöse Kreuzgang ist ein Werk des 16. Jahrhunderts (Herrera-Stil).
- Die unter einem Felsüberhang erbaute Einsiedelei beim Dorf Quintanilla del Rebollar in der Gemeinde Merindad de Sotoscueva liegt im Karstgebiet von Ojo Guareña.
- Das Städtchen Frías ist als Kulturgut (Bien de Interés Cultural) in der Kategorie Conjunto histórico-artístico anerkannt. In seiner Nähe steht eine mittelalterliche Brücke mit Brückenturm.
- Das Castillo de Porras beim Dörfchen Virtus ist eine spätmittelalterliche Burg, die zum weit zerstreuten Besitz der Familie Velasco gehörte.
- Der Alcázar de los Condestables de Castilla in Medina de Pomar ist eine spätmittelalterliche Burg (castillo) mit einem Museum zur Geschichte der Region Las Merindades (Muséo Histórico de las Merindades).
- Das Castillo de las Cuevas im Ort Trespaderne in der Gemeinde Merindad de Cuesta Urria ist ein aus Bruchsteinen errichtetes burgartiges Wohnhaus vom Ende des 20. Jahrhunderts.

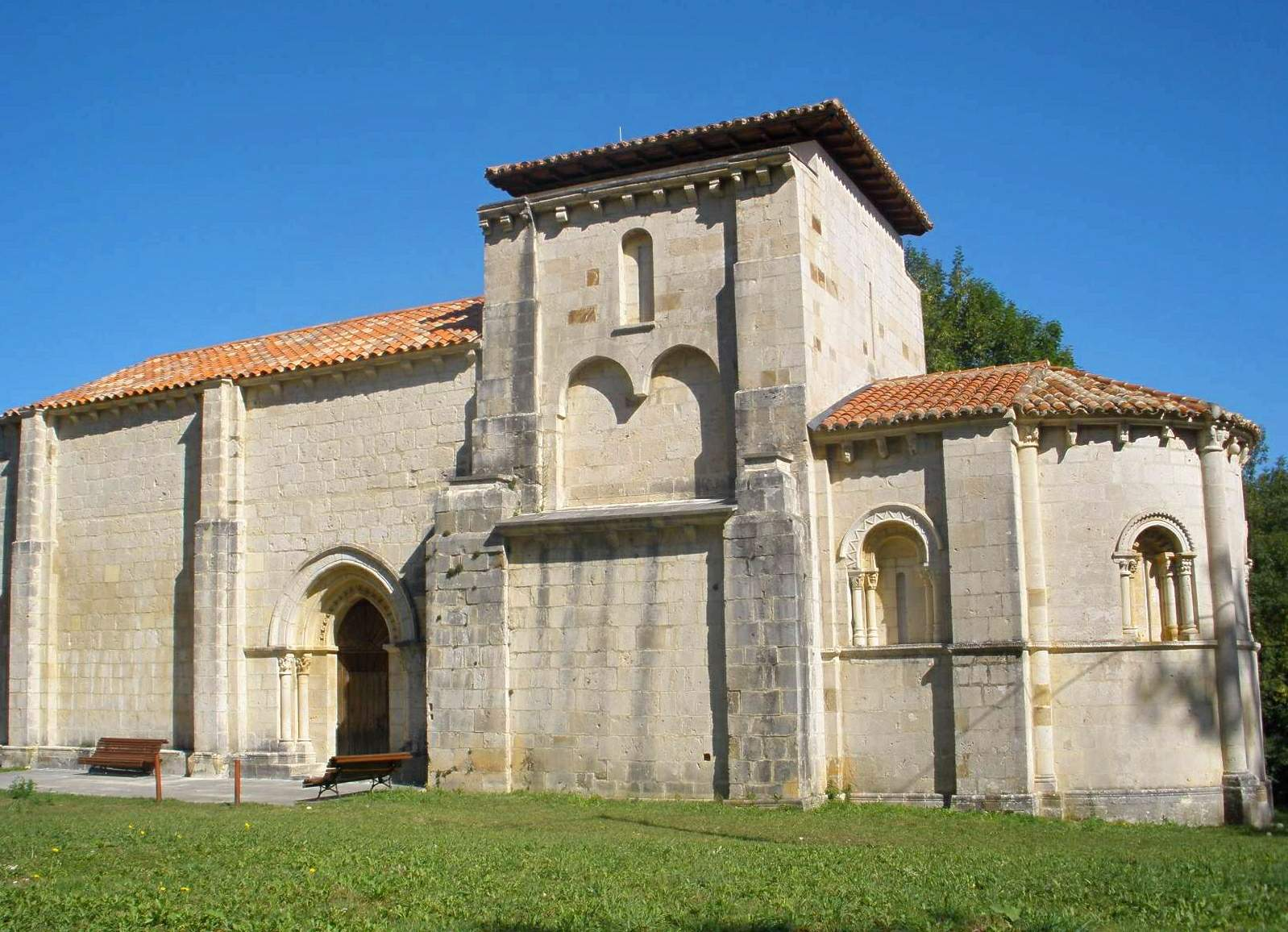
Santa María (Siones)
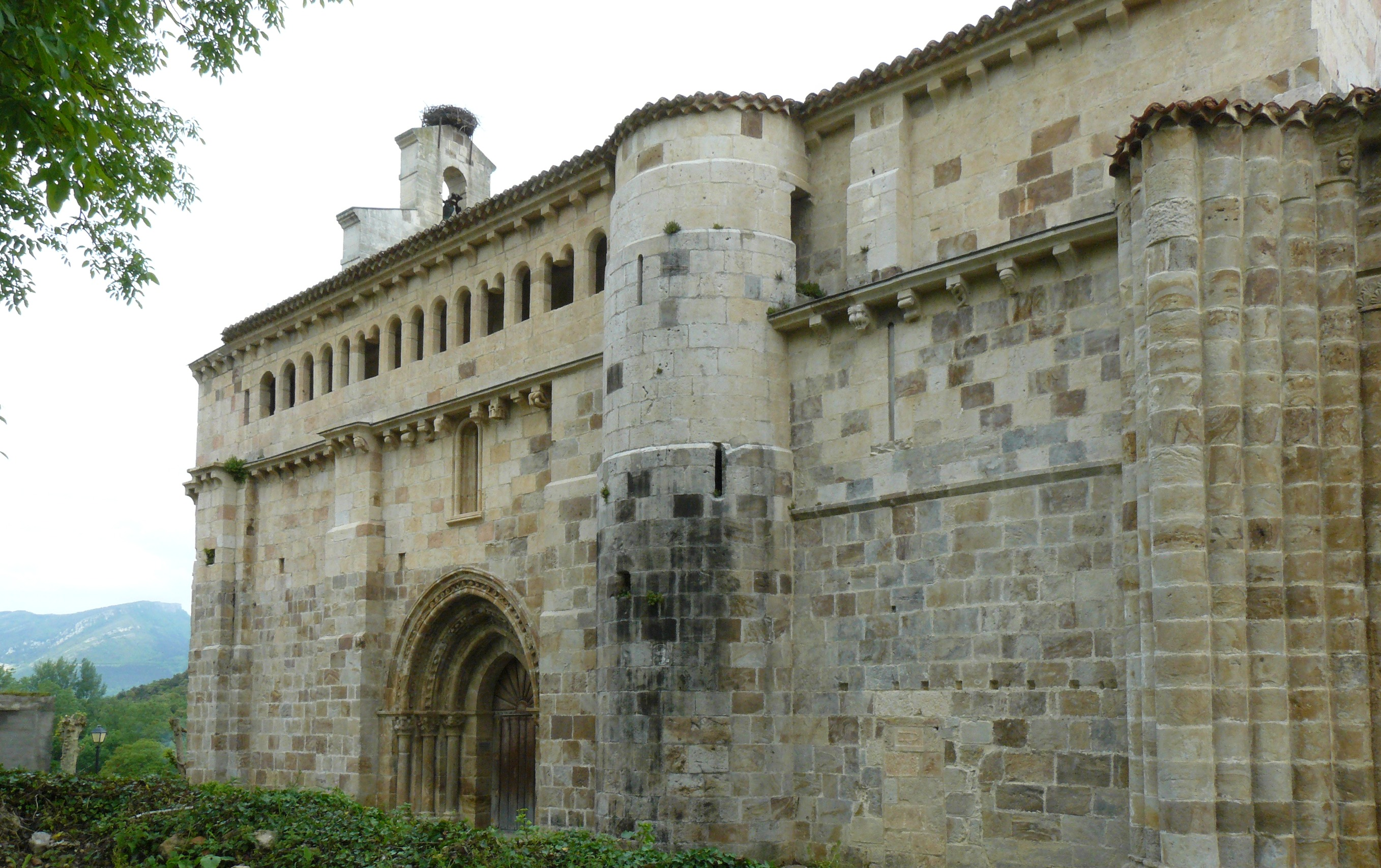
San Lorenzo (Vallejo de Mena)
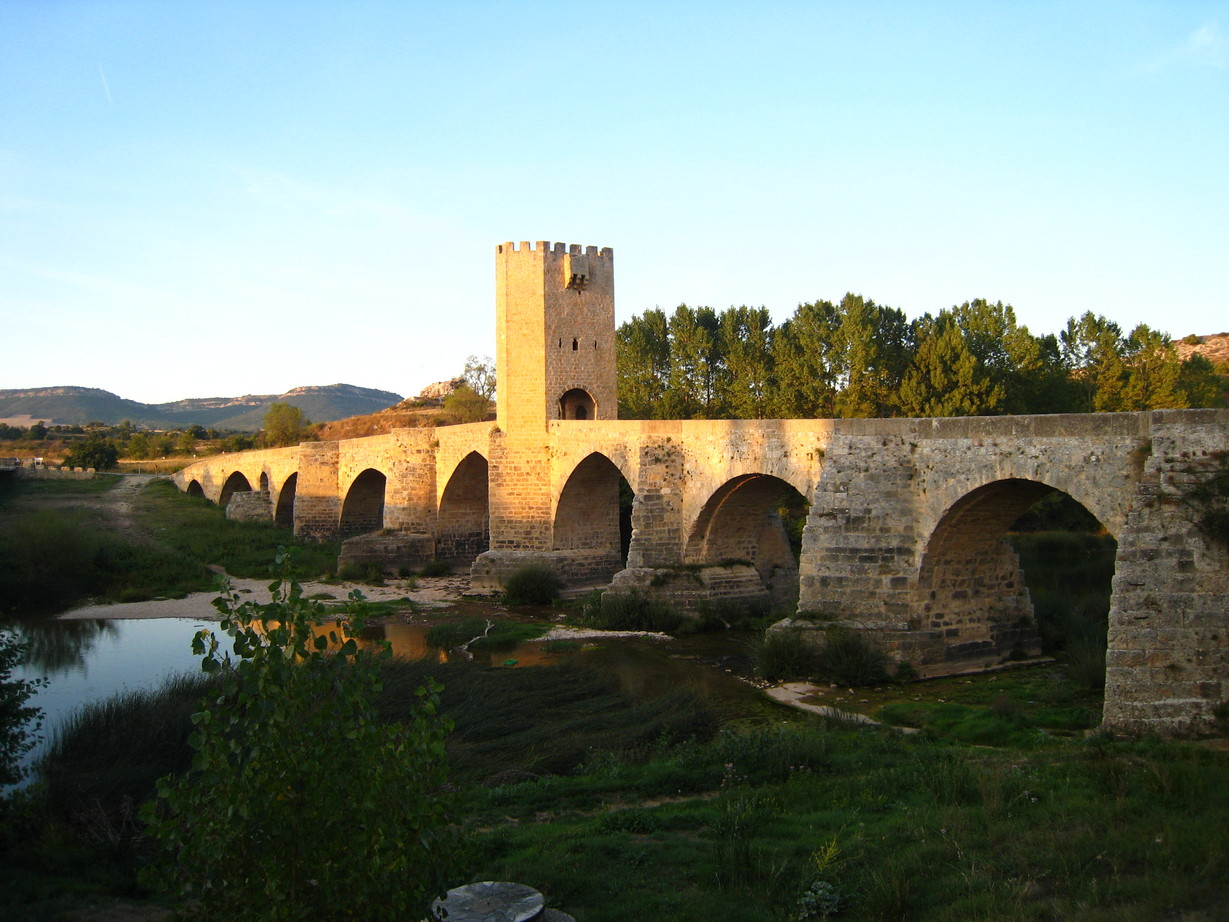
Puente de Frías
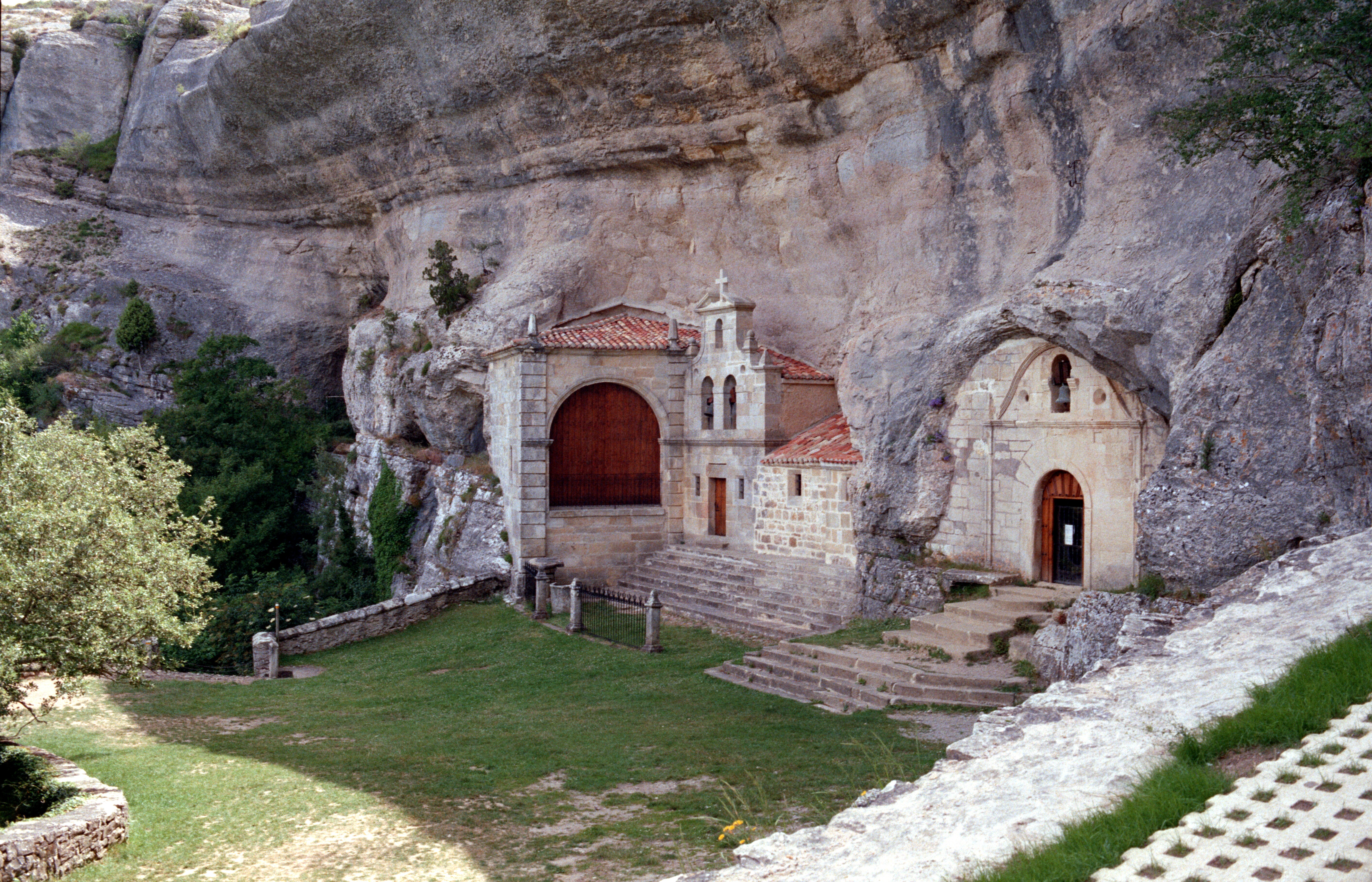
Einsiedelei bei Quintanilla del Rebollar